# タケヤ交通
タケヤ交通（たけやこうつう）は、宮城県柴田郡川崎町に本社を置く、観光貸切・路線バス会社。

## 概要
1991年、貸切バス事業者として設立。2013年4月1日に「秋保・川崎 仙台西部ライナー」を運行開始し、路線バス事業に参入。その他主に宮城県内の観光バスやスクールバス、ボートピア川崎などの送迎バスの運行業務および一般貨物自動車運送事業も行っている。

## 営業所
- 本社
  - 宮城県柴田郡川崎町大字前川字中道南3-4
- 名取営業所
  - 宮城県名取市増田北谷11 パナソニック仙台工場厚生棟2F

## 歴史
- 1991年（平成3年）2月 - 一般貸切事業を目的として、有限会社タケヤを創業。
- 2006年（平成18年）5月 - 商号を株式会社タケヤ交通に変更。
- 2013年（平成25年）4月1日 - 「秋保・川崎 仙台西部ライナー」を運行開始。
- 2017年（平成29年）9月20日 - 「仙台西部エアポートライナー」を運行開始。
- 2018年（平成30年）10月15日 - 「みやぎ蔵王 三源郷エアポートライナー」を運行開始。
- 2020年（令和2年）
  - 3月31日 - この日の運行をもって「仙台西部エアポートライナー」、「みやぎ蔵王 三源郷エアポートライナー」を廃止。
  - 4月1日 - 「仙台エアポートライナー」の仙台バスとの共同運行を開始。

- 2021年（令和3年）

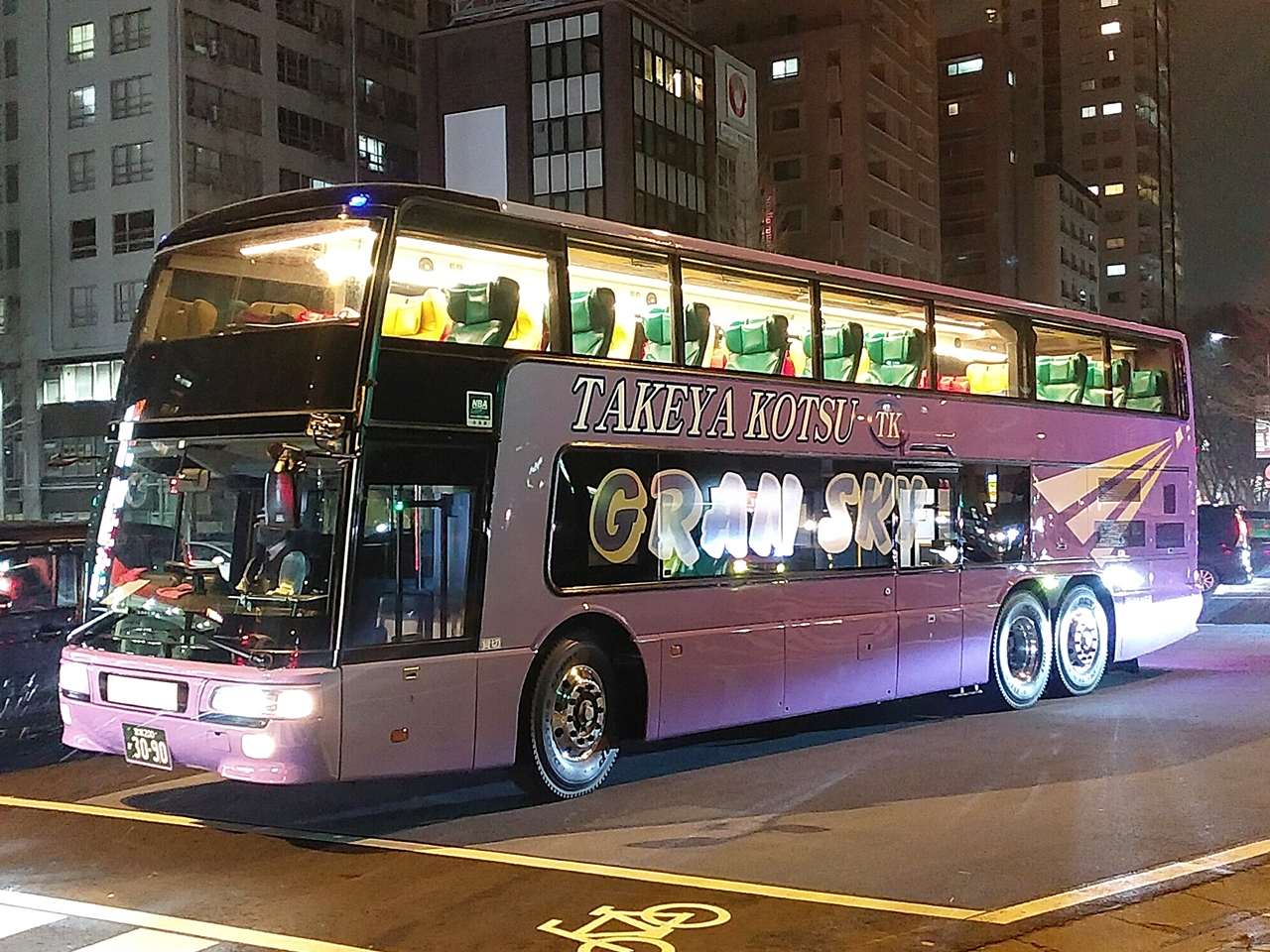
2階建バス「グランスカイ」

  - 6月1日 - 「みやぎ蔵王山麓アクセス線」の運行を開始。
  - 11月20日 - 「川崎町内循環観光路線バス」の運行を開始（2022年1月31日まで運行）。
  - 12月18日 - この日より同年12月26日まで[1]の期間限定で、「SENDAI光のページェント」会場を周遊する2階建バス「グランスカイ」を実証運行（無料、要予約）。観光庁の支援事業を活用[2]。

## 現在運行中の路線

### 秋保・川崎 仙台西部ライナー

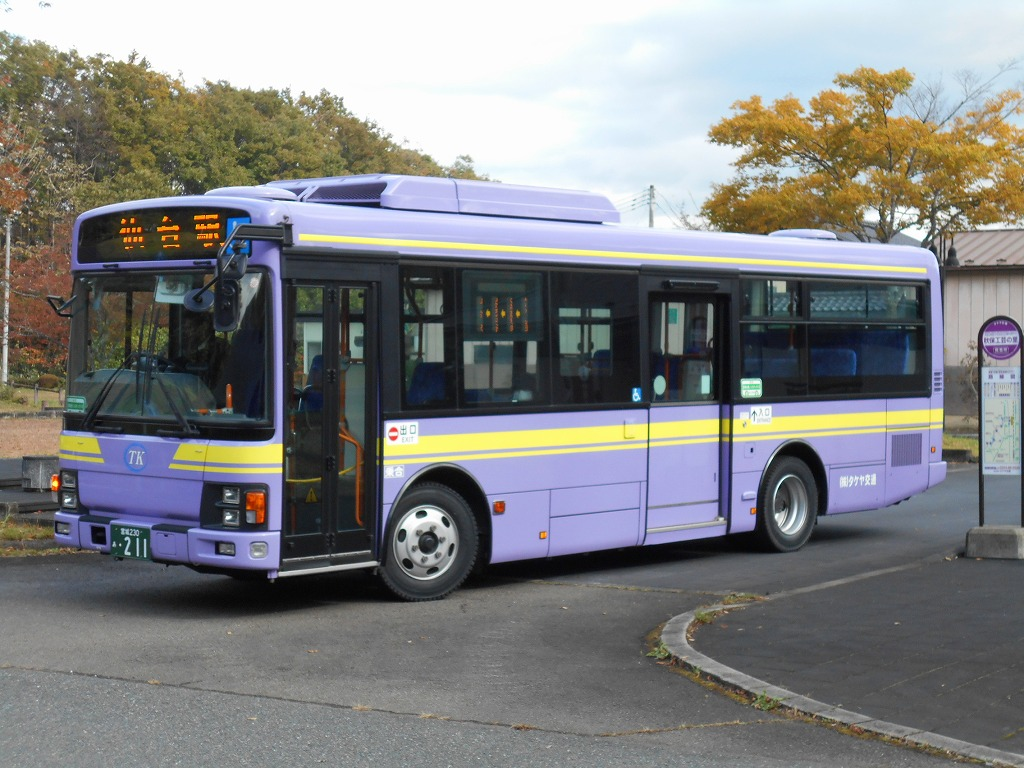
秋保・川崎 仙台西部ライナー

タケヤ交通本社前 - かわさきまち（川崎町役場） - エコキャンプ入口前 - みちのく公園 - 秋保温泉郷 - 仙台市天文台 - 地下鉄広瀬通駅（降車のみ） - 仙台駅前
通称は「西部ライナー」または「仙台西部ライナー」。バスは主に小型バス・中型バスを使用しているため、収容人数が少ない一方で、各施設の入口や駐車場にバス停を設け、1時間おきに運行しているのが特徴。
仙台市交通局が発行しているICカードicsca、仙台市交通局および宮城交通が2015年12月5日まで発行していたバスカード（メルシーカードを含む）・スキップカード・ジョイカードは使用することができない。独自の往復乗車券または回数乗車券を利用する。往復乗車券、回数乗車券はバス車内とタケヤ交通本社で購入可能。
2018年5月1日のダイヤ改正より、タケヤ交通本社前、エコキャンプ入口前、木の家前、きよ水前の4箇所に停留所を新設。（木の家前、きよ水前は秋保温泉郷内扱い）タケヤ交通本社前 - かわさきまち（川崎町役場）を路線延長した。国営みちのく杜の湖畔公園は北地区・南地区・里山地区の3地区へ行けるよう停車するようになった。
2024年6月1日に時刻・運賃を改定し、定期券を新設。定期券は同年8月5日より「仙台MaaS」での購入が可能。
2024年10月1日に釜房ダム管理所バス停を廃止。

### せんだい海手線ループバス

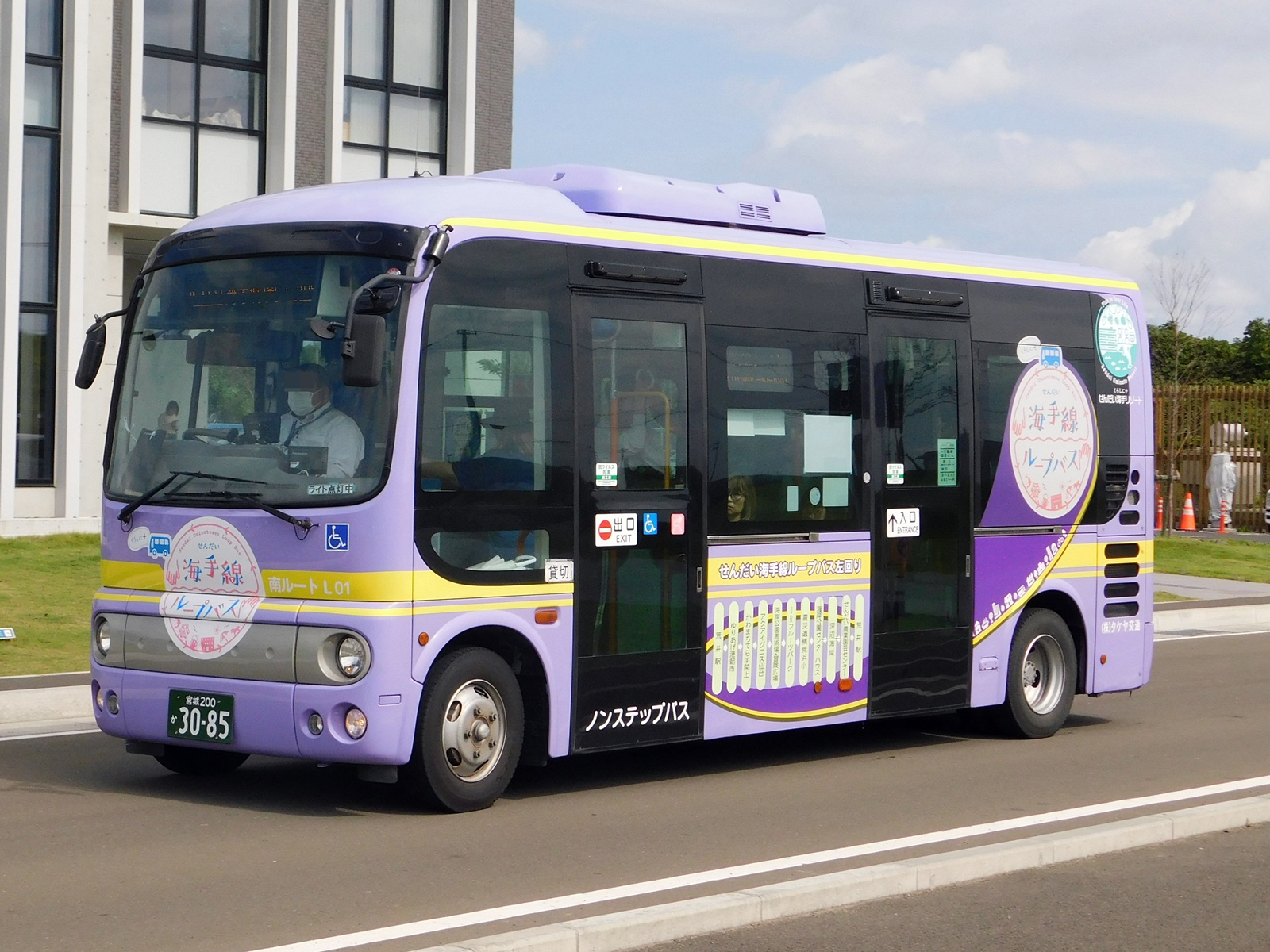
せんだい海手線ループバス（南ルート）

### 白石蔵王山麓循環線

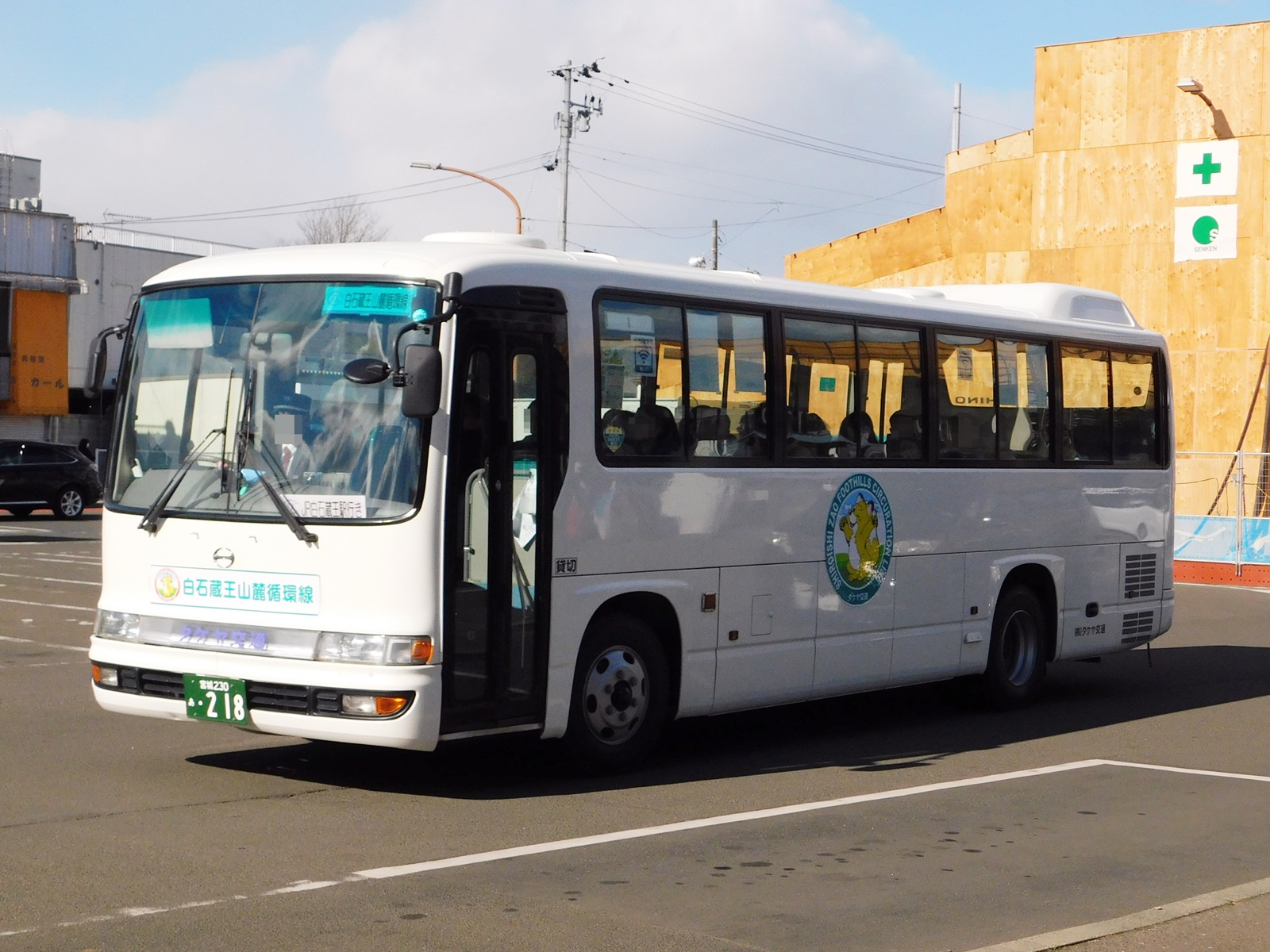
白石蔵王山麓循環線

白石蔵王駅 - 白石駅 - 城下広場 - 鎌先温泉 - 弥治郎こけし村 - 蔵王キツネ村
2024年10月1日運行開始。
水曜運休。白石市内（白石蔵王駅 - 城下広場）のみの利用は不可。

## 休止・廃止された路線

### 仙台西部エアポートライナー

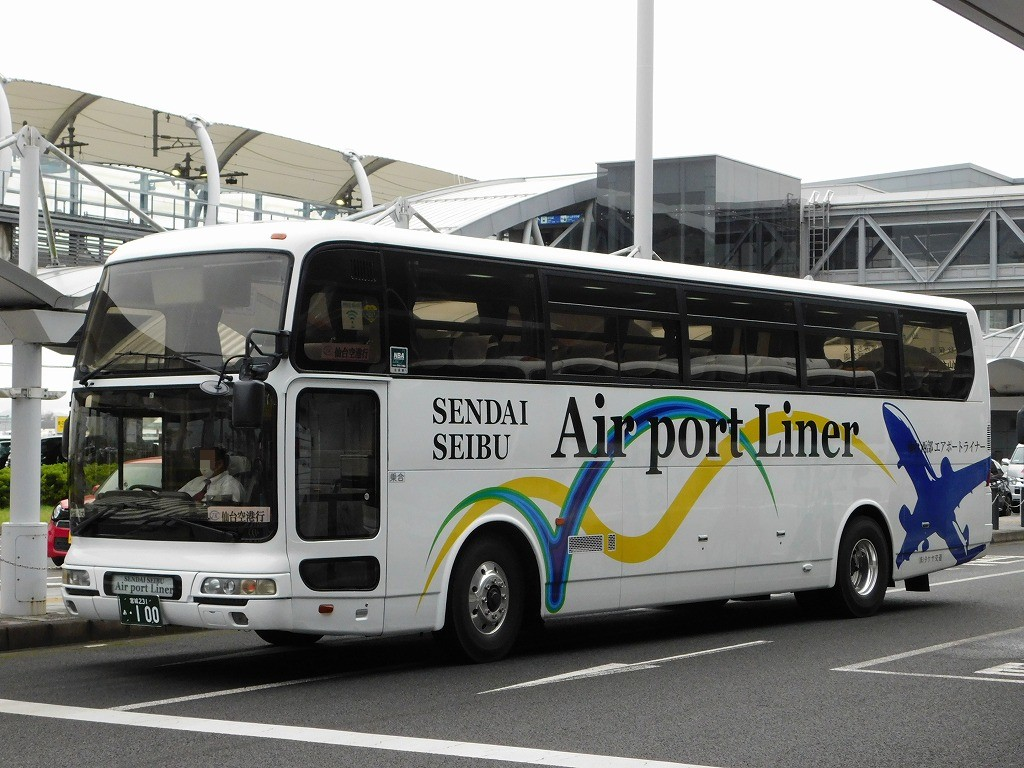
仙台西部エアポートライナー

（直行便）タケヤ交通本社前 - みちのく公園 - 秋保温泉湯元 - 秋保・里センター - 仙台空港
（仙台駅前発着便）仙台駅前（63番のりば） - 仙台空港
2017年9月20日、1日4往復で試行運行開始。訪日外国人旅行者（インバウンド）らの利用を見込む。なお、運行開始から2018年4月末までの利用状況は1,792便614名で、約24％が外国人利用者であった。
2018年6月1日より、仙台駅前経由便の試行運行を開始。あわせてみちのく公園 - タケヤ交通本社前間路線延長。仙台駅前経由便1日5往復、直行便1日1往復の計1日6往復となる。
2019年1月15日より、同年3月31日までの期間限定（同年4月1日 - 9月19日まで延長）で、全区間において「料金半額キャンペーン」を実施。
2019年9月20日に運行ダイヤを大幅に見直し。仙台駅前経由便の仙台駅前以西を廃止し、仙台駅前 - 仙台空港間のみの運行となる（これに伴い仙台駅前発着便は愛称が「仙台エアポートライナー」となる）。また、仙台駅前 - 仙台空港間の運賃を大人片道650円（2019年10月1日より大人片道660円）に値下げ（仙台バスのエアポートリムジンバスと同額）。
「仙台エアポートリムジン」の共同運行開始（後述）に伴い廃止。

### 仙台エアポートリムジン

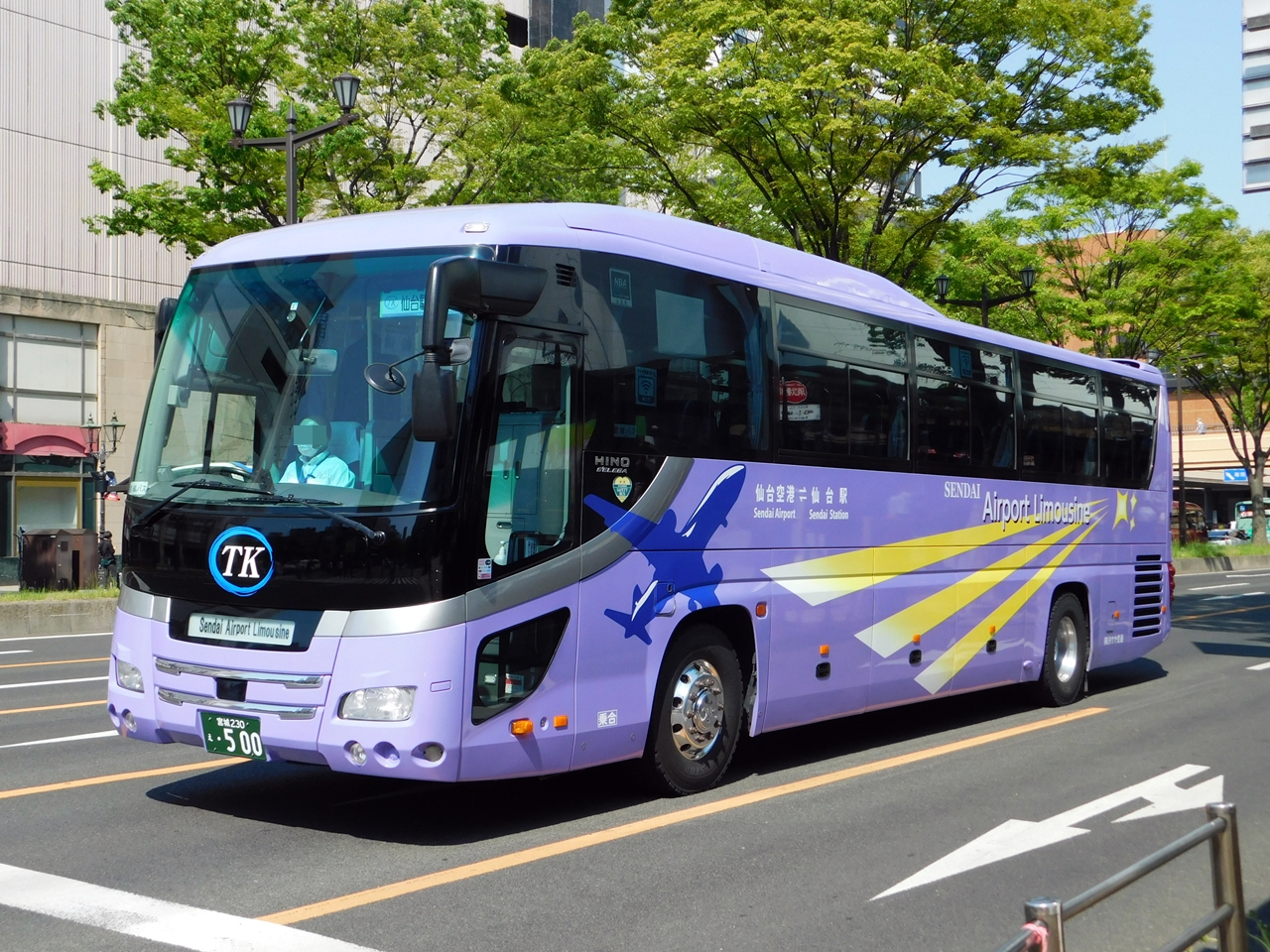
仙台エアポートリムジン

県庁市役所前 ← 仙台駅東口（71番のりば）・仙台駅前（63-1番のりば） - 仙台空港
2020年4月1日運行開始。これまでタケヤ交通と仙台バスの両社が運行していた仙台駅前 - 仙台空港間のバスを統合し、両社共同運行としたものである（仙台バスは2020年6月1日で共同運行から撤退）。運賃は大人片道660円（2022年7月10日 - 同年8月31日（同年9月30日まで延長）
までは「ワンコインキャンペーン」で大人片道500円）。
両者はこれまで仙台駅での乗り場が異なるなど使いづらく、仙台空港アクセス線が不通になった際には多数の乗客が押し寄せたものの、臨時便の手配も両社でバラバラに行うなど分かりづらい面があった。利便性を図るため乗り場と運賃を統一した共同運行とし、宿泊施設の多い仙台駅東口を経由するルートとしている。
2022年11月18日より金・土・日・月曜日のみの運行となる。あわせてワンコインキャンペーンも再開（2023年1月31日まで）。
2023年12月16日にダイヤ改正を行い、運行日を金・土・日・月・火曜日とし、仙台空港発のみ県庁市役所前に延伸（最終便を除く）。あわせて運賃を改定し、仙台駅まで大人片道800円、県庁市役所前まで大人片道1,000円とした。
2024年3月22日（最終運行日は3月19日）より当面の間運行を休止。

### みやぎ蔵王 三源郷エアポートライナー
国営みちのく杜の湖畔公園 / 川崎町役場前 - 腹帯 - 青根温泉じゃっぽの湯前 - アクティブリゾーツ宮城蔵王 - みやぎ蔵王こけし館 - 遠刈田温泉神の湯前 - 蔵王町役場前 - 道の駅村田 第二駐車場 - 蔵の観光案内所前 - 仙台空港
2018年10月15日、1日2往復で運行開始。2019年3月15日までの試験運行。報道によれば、2018年度の1日あたりの乗客数は10人未満で、0人の日もあったという。
2019年度は6月21日より運行を開始（2020年3月31日までの運行）。2018年度は国の交付金を活用したが、2019年度は沿線3町（村田町・蔵王町・川崎町）が事業費1,000万円を支出する。バス停を3カ所（腹帯、アクティブリゾーツ宮城蔵王、遠刈田温泉神の湯前）追加。
事業費の支出が終了したため2020年3月末をもって廃止。

### 川崎町内循環観光路線バス
みちのく・青・笹線
タケヤ交通本社前→みちのく公園→川崎観光協会SPRING→腹帯→青根温泉 じゃっぽの湯→タケヤ交通本社前→釜房ダム管理所→みちのく公園→タケヤ交通本社前
みっけ・版画線
タケヤ交通本社前 - 日本の風景版画美術館 - みっけ学舎ホール - 秋保・里センター（往復）
かわポート線
タケヤ交通本社前 - みちのく公園 - 秋保・里センター - 仙台空港
いずれも2021年11月20日 - 2022年1月31日まで運行した。みちのく・青・笹線とみっけ・版画線は一日乗車券（大人200円）で乗車できた。かわポート線は廃止された仙台西部エアポートライナー（直行便、後述）とほぼ同じルートを走った。運賃は秋保まで大人片道1,000円、川崎町まで大人片道1,200円であった。

### khb東日本放送・仙台空港線
khb東日本放送（あすと長町）から名取市閖上地区を経由し、仙台空港とを結んだ。2021年12月4日 - 2022年1月30日までの土曜・日曜・祝日に運行（1日3往復）した。

### みやぎ蔵王山麓アクセス線
白石蔵王駅 - 白石駅東口 - 鎌先温泉 - 蔵王キツネ村 - 蔵王チーズ - 遠刈田温泉 神の湯 - 青根温泉 じゃっぽの湯
2021年6月1日運行開始。毎週火・水曜日（同年11月1日より火・水・木曜日）運休。1日2往復（同年11月1日より青根温泉→白石蔵王駅の便を1便増便）。
2022年3月の福島県沖地震の影響により東北新幹線が運休となったため、同年4月1日から6月2日まで運休した。翌6月3日より運行を再開。新たに白石駅東口に停車。
2024年5月31日をもって実証事業が終了したため、同日をもって運行終了。

### 仙台東部ライナー

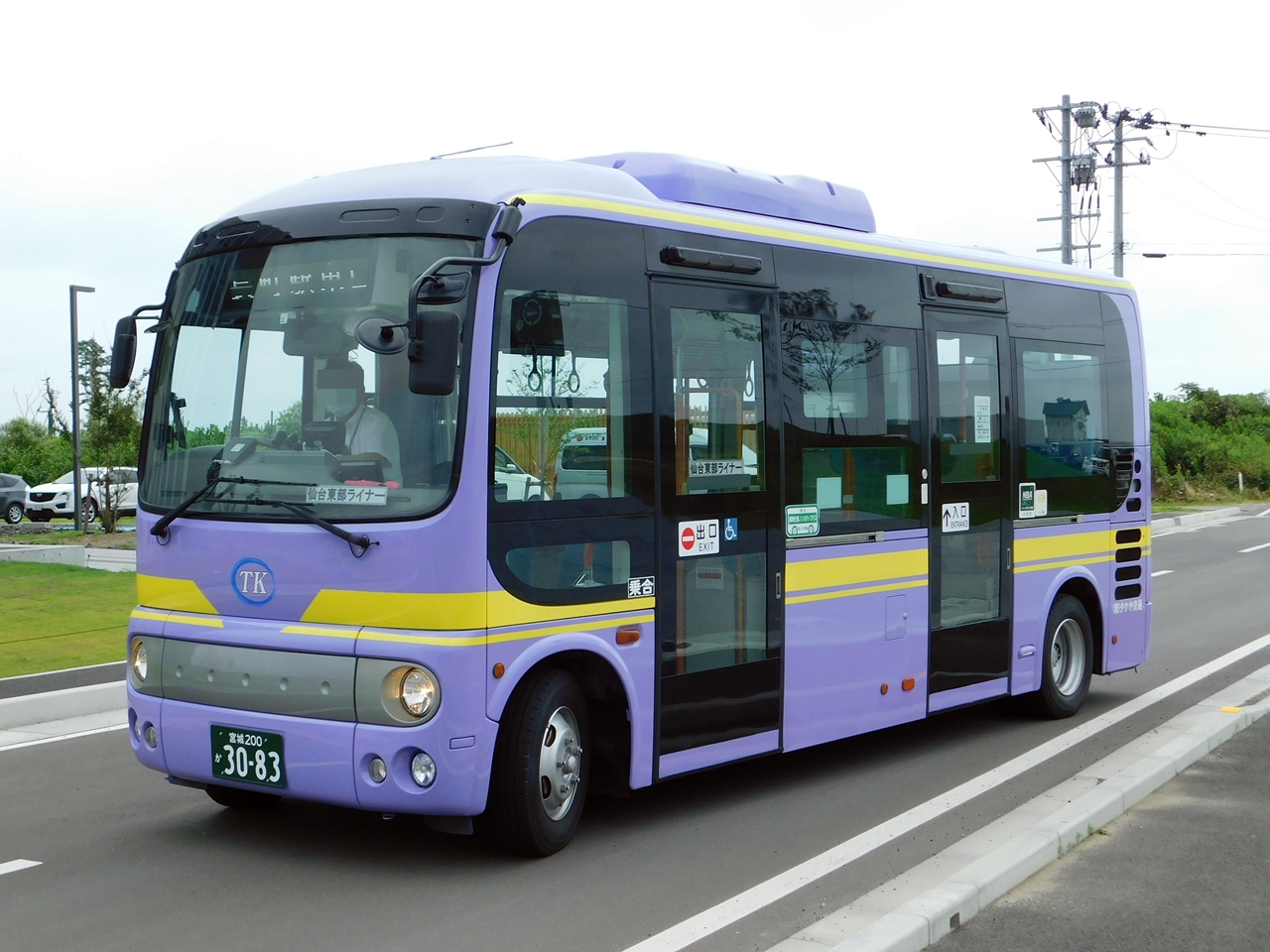
仙台東部ライナー

長町駅東口 - 中田中央公園南 - 閖上小中学校 - アクアイグニス仙台 - かわまちてらす閖上 - 名取市サイクルスポーツセンター - ゆりあげ港朝市 - 仙台空港
2022年7月23日実証運行開始。国の補助を活用し運行。2023年2月10日までの運行予定であったが、期間延長された。2023年3月1日から土曜・日曜・祝日のみの運行となり、同年4月1日から「当面の間運休」となった。

## 車両
いすゞ自動車製が主体。路線車は移籍車を中心に、近年は新車も導入している。

### 貸切車両
主にいすゞ・ガーラを中心に導入している。

### 路線車両
路線車はいすゞ自動車製が大半。次の車両を保有している。
- いすゞ初代エルガ
- いすゞエルガミオ
- 日野2代目ポンチョ
- 三菱ふそうエアロスターMP
- 三菱ふそうエアロキング

### 注
1. ↑  宮城交通・ミヤコーバスの「川崎町役場前」バス停とは異なり、役場の入口横（川崎郵便局 側）にバス停がある。かわさき町民バス「役場前」に同じ。
2. ↑  開園時に限り「みちのく公園」バス停へ停車する。みちのく公園が閉園している場合でも「みちのく公園口」および「里山地区入口」を使用可能。
3. ↑  秋保工芸の里、秋保・里センターほかホテル前の計9ヶ所に停車。
4. ↑  開館時に限り「仙台市天文台」バス停へ停車する。閉館時は通過する。
5. ↑  2015年12月6日より青葉通りの63番バス停。あおば通駅に近い。それ以前はヤマダ電機LABI近くにバス停が存在していた。
6. ↑  他路線の「みちのく公園」に同じ南地区だが、この路線だけ正式名称のバス停名になっている。